# ウェスタン航空
ウェスタン航空（Western Airlines）は、アメリカのロサンゼルス国際空港(LAX)を中心に活動していて、カリフォルニア州に拠点を置いていたかつて存在した大手航空会社。1925年7月に設立し、アメリカ西部を中心に運航していたが、1986年にデルタ航空に吸収合併された。アラスカ、ハワイを含むアメリカ西部、カナダ西部、ニューヨーク、ボストン、ワシントン D.C.、マイアミ、メキシコシティ、ロンドンに運航していた。サブ空港は、ソルクレイクシティ国際空港、デンバーにある旧ステープルトン国際空港にハブを持っていた。マイレージプログラムはスカイマイルというマイレージプログラムであり、『素晴らしい名前だ』という人もいた。会社の歴史を通じて、スローガンもあった、そのスローガンは、『ウェスタン航空、それは空を飛ぶ唯一の方法！』

## 歴史

### ウエスタン・エア・エクスプレス
1925年、今の米国郵便局(USPS)(英語版)は、全国に荷物を配達するため、航空会社契約を結び始め、この航空会社は、ハリス・ハンシューによって1925年にウェスタン・エア・エクスプレスとして最初に法人化された。ユタ州ソルクレイクシティからロサンゼルスまでの約650マイルの契約航空郵便ルート(CAM-4)を申請し、授与された。1926年4月17日、ウェスタン・エア・エクスプレスの初飛行はダグラスM-2(英語版)で行われ、1か月後、ウッドワードフィールドで最初の商用旅客便が行われたとき、旅客サービスの提供を開始した。1930年代半ばまでに、ウエスタン・エア・エクスプレスは新しいボーイング247機を導入した。そして、1926年から1930年までカリフォルニア州モンテベロのベイル空港を建設し、1930年から1931年まで南カリフォルニアのアルハンブラ空港を建設し、所有した。1928年から1930年までこ2年間、カリフォルニア州カタリナ島(英語版)のハミルトン・コーブ・シープレーン基地(英語版)から水上飛行機のルートを運航した。当時水上飛行機に乗っていた人は少なかったため、高級便として運行されていた。

## 注意
ウェスタン・グローバル・エアラインズ（アメリカ合衆国フロリダ州を拠点とする貨物航空会社）、ウェスタン・エア（バハマを拠点とする航空会社）とは、直接関係がない。

## 事故
1979年10月31日の早朝、ウェスタン航空2605便（N903WA)DC-10-10が、霧の中メキシコシティのベニート・フアレス国際空港に着陸する際、トラックに衝突し８秒ほど飛行した後、イースタン航空の整備庫に衝突し、搭乗していた88人のうち72人と地上の1人が死亡した。機体は大破した。